# Arnaldo Abrantes
Arnaldo Luís Isaías Abrantes (Cova da Piedade, 7 novembre 1986) è un ex velocista portoghese.

## Biografia
Figlio di Arnaldo Castro Abrantes, velocista che ha gareggiato nella staffetta 4×100 metri ai Giochi olimpici di Seul 1988, inizia a disputare gare di velocità a partire dal 2002.

Tra i vari traguardi raggiunti, ha preso parte in due occasioni ai Giochi olimpici nel 2008 e nel 2012.

## Palmarès
| Anno | Manifestazione             | Sede         | Evento      | Risultato        | Prestazione | Note |
| ---- | -------------------------- | ------------ | ----------- | ---------------- | ----------- | ---- |
| 2003 | Europei allievi            | Parigi       | 110 m hs    | Argento          | 13"74       |      |
| 2004 | Mondiali juniores          | Grosseto     | 100 m piani | Batteria         | 10"93       |      |
| 2006 | Giochi della Lusofonia     | Macao        | 100 m piani | Argento          | 21"93       |      |
| 2007 | Europei under 23           | Debrecen     | 100 m piani | Semifinale       | 10"43       |      |
| 2007 | Europei under 23           | Debrecen     | 200 m piani | Semifinale       | 21"13       |      |
| 2007 | Europei under 23           | Debrecen     | 4×100 m     | Argento          | 39"37       |      |
| 2007 | Universiadi                | Bangkok      | 100 m piani | 6º               | 10"53       |      |
| 2007 | Mondiali                   | Osaka        | 200 m piani | Quarti di finale | 20"82       |      |
| 2008 | Giochi olimpici            | Pechino      | 100 m piani | Batteria         | 21"46       |      |
| 2009 | Europei indoor             | Torino       | 60 m piani  | Batteria         | 6"78        |      |
| 2009 | Giochi della Lusofonia     | Lisbona      | 200 m piani | Oro              | 20"64       |      |
| 2009 | Mondiali                   | Berlino      | 100 m piani | Quarti di finale | 10"40       |      |
| 2009 | Mondiali                   | Berlino      | 200 m piani | dns              | dns         |      |
| 2009 | Mondiali                   | Berlino      | 4×100 m     | Batteria         | 39"25       |      |
| 2010 | Campionati ibero-americani | San Fernando | 200 m piani | Batteria         | 21"49       |      |
| 2010 | Europei                    | Barcellona   | 200 m piani | Batteria         | 20"88       |      |
| 2010 | Europei                    | Barcellona   | 4×100 m     | 6º               | 38"88       |      |
| 2011 | Europei indoor             | Parigi       | 60 m piani  | Semifinale       | 6"66        |      |
| 2011 | Mondiali                   | Taegu        | 200 m piani | Batteria         | 21"10       |      |
| 2011 | Mondiali                   | Taegu        | 4×100 m     | Batteria         | 39"09       |      |
| 2012 | Europei                    | Helsinki     | 100 m piani | Semifinale       | 10"47       |      |
| 2012 | Europei                    | Helsinki     | 200 m piani | Semifinale       | 21"36       |      |
| 2012 | Europei                    | Helsinki     | 4×100 m     | Batteria         | 39"66       |      |
| 2012 | Giochi olimpici            | Londra       | 200 m piani | Batteria         | 20"88       |      |
| 2014 | Europei                    | Zurigo       | 4×100 m     | Finale           | dnf         |      |

## Altre competizioni internazionali
2007
- Argento in Coppa Europa ( Milano), 100 m piani- 10"57
- Bronzo in Coppa Europa ( Milano), 200 m piani- 21"09

2009
- Argento agli Europei a squadre ( Leiria), 200 m - 20"62

2010
- Bronzo agli Europei a squadre ( Budapest), 200 m piani - 20"84
- Oro agli Europei a squadre ( Budapest), staffetta 4x100 m - 39"13

2013
- Bronzo agli Europei a squadre ( Dublino), staffetta 4x100 m - 39"89

2014
- Oro agli Europei a squadre ( Tallinn), staffetta 4x100 m - 39"60